# Seeheimer Düne
Seeheimer Düne este o arie protejată (arie specială de conservare — SAC, sit de importanță comunitară — SCI) din Germania întinsă pe o suprafață de 0,68 ha, integral pe uscat.

## Localizare
Centrul sitului Seeheimer Düne este situat la coordonatele 49°46′29″N 8°37′40″E / 49.7747°N 8.6278°E.

## Înființare
Situl Seeheimer Düne a fost declarat sit de importanță comunitară în iunie 2000 pentru a proteja 1 specie de plante. Situl a fost protejat și ca arie specială de conservare în martie 2008.

## Biodiversitate
Situată în ecoregiunea continentală, aria protejată conține 2 habitate naturale: Pajiști calcaroase din nisipuri xerice, Pajiști stepice subpanonice.
La baza desemnării sitului se află o specie protejată de  plante: Jurinea cyanoides.
Pe lângă speciile protejate, pe teritoriul sitului au mai fost identificate 14 specii de plante, 2 specii de nevertebrate, 1 specie de reptile.